# Ben 10
 For alternative betydninger, se Ben 10 (flertydig). (Se også artikler, som begynder med Ben 10)
Ben 10 er en amerikansk tegnefilmserie produceret af Cartoon Network Studios siden 2005.
Desuden er der lavet en tegnefilm i lang længde, Ben 10: Secret of the Omnitrix som havde premiere den 10. august 2007. Hertil desuden 3 tv-film: Ben 10: Race Against Time (dansk titel: Ben 10: Kapløb med tiden) som havde premiere den 21. november 2007, Ben 10: Alien Swarm som havde premiere den 25. november 2009 og Ben 10: Destroy All Aliens som havde premiere den 11. marts 2012.
Serien handler om Benjamin Kirby Tennyson, der kan forvandle sig til 10 (senere flere) forskelige rumvæsner, ved hjælp af et slags rum-ur der hedder Omnitrixen. Han fandt den i en skov som han straks kom til at sætte ild i efter som han forvandlede sig til et ild rumvæsen. Siden Ben fik fat i Omnitrixen, har han måtte kæmpe mod mange fjender, som er ude efter omnitrixen. Heldigvis er Ben ikke alene i den gode sags tjeneste. Han får hjælp af sin altid fornuftige og kritiske kusine, Gwen Tennyson, også fra sin bedstefar, Max Tennyson, som er tidligere "blikkenslager" (en form for agent, hvis fornemmeste opgave er at beskytte Omnitrixen fra dem som vil misbruge den, og skabe kaos i universet).
Tegnefilmserien bliver sendt med dansk tale på Cartoon Network.

## Tv-serier
| Serie                  | Sæson | Sæson | Afsnit | Oprindelig sendt   | Oprindelig sendt  |
| Serie                  | Sæson | Sæson | Afsnit | Start              | Slut              |
| ---------------------- | ----- | ----- | ------ | ------------------ | ----------------- |
| Ben 10 (2005)          |       | 1     | 13     | 27. november 2005  | 25. marts 2006    |
| Ben 10 (2005)          |       | 2     | 13     | 29. maj            | 9. oktober 2006   |
| Ben 10 (2005)          |       | 3     | 13     | 25. november 2006  | 21. april 2007    |
| Ben 10 (2005)          |       | 4     | 10     | 14. juli 2007      | 5. april 2008     |
| Ben 10: Alien Force    |       | 1     | 13     | 18. april 2008     | 31. august 2008   |
| Ben 10: Alien Force    |       | 2     | 13     | 10. oktober 2008   | 27. maj 2009      |
| Ben 10: Alien Force    |       | 3     | 20     | 11. 2008           | 26. maj 2010      |
| Ben 10: Ultimate Alien |       | 1     | 20     | 23. april 2010     | 10. december 2010 |
| Ben 10: Ultimate Alien |       | 2     | 12     | 4. februar 2011    | 29. maj 2011      |
| Ben 10: Ultimate Alien |       | 3     | 20     | 16. september 2011 | 31. marts 2012    |
| Ben 10: Omniverse      |       | 1     | 10     | 1.august 2012      | 17. november 2012 |
| Ben 10: Omniverse      |       | 2     | 10     | 24. november 2012  | 2. februar 2013   |
| Ben 10: Omniverse      |       | 3     | 10     | 9. februar 2013    | 6. april 2013     |
| Ben 10: Omniverse      |       | 4     | 10     | 3. oktober 2013    | 7. december 2013  |
| Ben 10: Omniverse      |       | 5     | 10     | 15. februar 2014   | 19. april 2014    |
| Ben 10: Omniverse      |       | 6     | 10     | 6. oktober 2014    | 17. oktober 2014  |
| Ben 10: Omniverse      |       | 7     | 10     | 20- oktober 2014   | 31. oktober 2014  |
| Ben 10: Omniverse      |       | 8     | 10     | 3. november 2014   | 14. november 2014 |

## Figurer
- Ben Tennyson
- Gwen Tennyson
- Max Tennyson
- Kevin Levin

### Danske stemmer
- Albert Thorup – Ben Tennyson
- Kristian Holst-White – Ben Tennyson
- Amalie Dollerup – Gwen Tennyson
- Marie Søderberg – Gwen Tennyson
- Tine Søderberg – Gwen Tennyson
- Max Hansen – Max Tennyson

Div. Roller
- Morten Hemmingsen - Cannonbolt
- Mathias Klenske - Cash Murray
- Vibeke Dueholm - Charmcaster
- Donald Andersen - Clancy
- Annevig Schelde Ebbe - Cooper Daniels
- Ole Fick - Diamanthoved
- Ole Fick - Donovan Grand Smith
- Ole Fick - Dr. Animo
- Oliver Berg - Edwin Grand Smith
- Ole Fick - Enoch
- Morten Hemmingsen - Faklen
- Niels Weyde - Fir-Arm
- Donald Andersen - Flyver
- Peter Røschke - Flænser
- Donald Andersen - Ghostfreak
- Peter Røschke - Grå Substans
- Ole Fick - Hex
- Morten Hemmingsen - Howell
- Donald Andersen - JT
- Annevig Schelde Ebbe - Kai Green
- Mathias Klenske - Kevin 11
- Morten Hemmingsen - Kevin 11
- Peter Røschke - Løjtnant Steel
- Morten Hemmingsen - Phil Billings
- Vibeke Dueholm - Rojo
- Mathias Klenske - Synaptak
- Vibeke Dueholm - Tante Vera Tennyson
- Ole Fick - Tetrax Shard
- Vibeke Dueholm - Tini
- Donald Andersen - Ultimos
- Kristian Holst-White - Upgrade
- Ole Fick - Vildranken
- Niels Weyde - Vilgax
- Niels Weyde - Wes Green
- Mathias Klenske - XLR8
- Ole Fick - Zombozo
- Donald Andersen - Zs' Skayr